# 4861 Nemirovskij
4861 Nemirovskij este un asteroid din centura principală, descoperit pe 27 august 1987 de Liudmila Karacikina.